# بهارنامه (مجموعه تلویزیونی)
بهارنامه یک برنامه تلویزیونی ترکیبی محصول سال ۱۳۷۷ به کارگردانی و نویسندگی علی‌رضا خمسه  می‌باشد که در نوروز ۱۳۷۷ در ۱۳ قسمت از شبکه سه پخش شد.

## بازیگران
- اکبر دودکار
- پروین سلیمانی
- علیرضا خمسه